# Elecciones al Congreso de los Diputados de noviembre de 2019 (Cuenca)
Las elecciones al Congreso de los Diputados de noviembre de 2019 se celebraron en la Provincia de Cuenca el domingo 10 de noviembre, como parte de las elecciones generales convocadas por Real Decreto dispuesto el 4 de marzo de 2019 y publicado en el Boletín Oficial del Estado el día siguiente. Se eligieron los 3 diputados del Congreso correspondientes a la circunscripción electoral de Cuenca, mediante un sistema proporcional (método d'Hondt) con listas cerradas y un umbral electoral del 3%.

## Resultados
Los comicios depararon 2 escaños al Partido Socialista Obrero Español y 1 al Partido Popular
| Candidatura                                            | Candidatura                                            | Votos   | %                                       | Escaños                                 |
| ------------------------------------------------------ | ------------------------------------------------------ | ------- | --------------------------------------- | --------------------------------------- |
|                                                        | Partido Socialista Obrero Español (PSOE)               | 40 670  | 37,62                                   | 2                                       |
|                                                        | Partido Popular (PP)                                   | 33 721  | 31,19                                   | 1                                       |
| Vox (Vox)                                              | Vox (Vox)                                              | 20 108  | 18,60                                   | 0                                       |
| Unidas Podemos (Podemos-IU-Equo)                       | Unidas Podemos (Podemos-IU-Equo)                       | 7529    | 6,96                                    | 0                                       |
| Ciudadanos-Partido de la Ciudadanía (Cs)               | Ciudadanos-Partido de la Ciudadanía (Cs)               | 5094    | 4,71                                    | 0                                       |
| Partido Animalista Contra el Maltrato Animal (PACMA)   | Partido Animalista Contra el Maltrato Animal (PACMA)   | 545     | 0,50                                    | 0                                       |
| Por un Mundo Más Justo (PUM+J)                         | Por un Mundo Más Justo (PUM+J)                         | 129     | 0,12                                    | 0                                       |
| Recortes Cero-Grupo Verde (R0-GV)                      | Recortes Cero-Grupo Verde (R0-GV)                      | 125     | 0,12                                    | 0                                       |
| Partido de los Pueblos de España (PCPE)                | Partido de los Pueblos de España (PCPE)                | 83      | 0,08                                    | 0                                       |
| Partido Comunista de los Trabajadores de España (PCTE) | Partido Comunista de los Trabajadores de España (PCTE) | 66      | 0,06                                    | 0                                       |
| Partido Libertario (P-LIB)                             | Partido Libertario (P-LIB)                             | 47      | 0,04                                    | 0                                       |
| Votos válidos                                          | Votos válidos                                          | 108 117 | 100,00                                  | 3                                       |
| Votos nulos                                            | Votos nulos                                            | 1418    | Participación: · \| \| 71,57 % \| 8,01% | Participación: · \| \| 71,57 % \| 8,01% |
| Votantes                                               | Votantes                                               | 110 537 | Participación: · \| \| 71,57 % \| 8,01% | Participación: · \| \| 71,57 % \| 8,01% |
| Electores                                              | Electores                                              | 154 441 | Participación: · \| \| 71,57 % \| 8,01% | Participación: · \| \| 71,57 % \| 8,01% |
|                                                        | 71,57 %                                                |         |                                         |                                         |

## Diputados electos
Relación de diputados electos:
| N.º | Nombre                          | Lista | Lista |
| --- | ------------------------------- | ----- | ----- |
| 1   | Luis Carlos Sahuquillo García   |       | PSOE  |
| 2   | Beatriz Jiménez Linuesa         |       | PP    |
| 3   | Mariana de Gracia Canales Duque |       | PSOE  |

Tras la renuncia de Rafael Catalá Polo, su escaño pasó a ser de María Jesús Bonilla Domínguez